# جام باشگاه‌های تهران ۱۳۵۸
جام باشگاه‌های تهران ۱۳۵۸ یک دوره از مسابقات فوتبال لیگ تهران بود که در پاییز ۱۳۵۸ در تهران و بین ۱۲ تیم فوتبال از این شهر برگزار شد. این مسابقات بعد از برگزاری تنها دو هفته از بازی‌ها ناتمام ماند و هیچ‌گاه به پایان نرسید.

## پیشینه
بعد از انقلاب ۱۳۵۷ ایران برگزاری مسابقات سراسری فوتبال ایران، جام تخت جمشید، متوقف شد. این مسابقات در فصل ۱۳۵۷ ناتمام ماند و فصل ۱۳۵۸ هیچگاه آغاز نشد. برگزاری مسابقات سراسری و حرفه‌ای فوتبال با سیاست‌های حاکمان نوین ایران سازگاری نداشت. بدین ترتیب به دستور هیئت فوتبال تهران تیم‌های تهرانی که در لیگ دسته یک و دو تخت جمشید حاضر بودند به گرد هم آمدند تا این دوره از مسابقات فوتبال تهران را برگزار کنند. این در حالی بود که در فصل قبل جام باشگاه‌های تهرا، ۱۳۵۷، تیم‌های دیگری در این مسابقات حاضر بودند. بدین ترتیب و بنا بر برنامه اعلامی هیئت فوتبال تهران ۱۲ تیم استقلال، پرسپولیس، پاس، شاهین، بانک ملی، هما، راه‌آهن، اکباتان، سرباز، تهران‌جوان، آرارات و دارایی در این مسابقات حاضر شدند. در ابتدا قرار بود بازی‌ها از نیمه دوم شهریور آغاز شود اما این اتفاق رخ نداد و بازی‌ها با تأخیر فراوان در آبان شروع شد.

## حواشی بازی‌ها
پیش از شروع مسابقات تیم آکام به انتخاب نشدنش معترض بود. این تیم فصل قبل در مسابقات تهران به قهرمانی رسیده بود اما از سوی هیئت فوتبال تهران برای حضور در این مسابقات حاضر نشده بود. اعتراض بازیکنان و دست‌اندرکاران آکام که به تحصن و اعتصاب غذا نیز کشیده شد بی‌ثمر ماند و این تیم در این بازی‌ها حاضر نشد. از دیگر حواشی این بازی‌ها اختلاف هیئت فوتبال تهران و فدراسیون فوتبال ایران بود. فدراسیون این بازی‌ها را رسمی نمی‌دانست و بر دوستانه بودنش تأکید داشت اما هیئت فوتبال تهران این بازی‌ها را بازی‌های رسمی فصل ۱۳۵۸ می‌شناخت.
برگزاری این بازی‌ها با درگیری فراوان همراه بود. دیدار هما و بانک ملی ۳–۱ به سود هما خاتمه یافت. اما هما به دلیل تخطی از قوانین بازی‌ها ۳–۰ بازنده اعلام شد. بر اساس قوانین این مسابقات هر تیم تنها می‌توانست تا سقف ۴ بازیکن از تیم‌های دیگر این مسابقات به خدمت بگیرد اما تیم هما بیشتر از ۴ بازیکن از دیگر تیم‌های حاضر در این مسابقات گرفته بود. بازی پاس و راه‌آهن نیز با درگیری و زد و خورد بازیکنان و هواداران راه‌آهن با پاسی‌ها همراه شد و بازی برگزار نشد و راه‌آهن ۳–۰ برنده اعلام شد چرا که پاس از حسین فرکی در ترکیبش استفاده کرده بود که بر اساس ابلاغیه هیئت فوتبال تهران از حضور در ۳ بازی محروم بود. فرکی در بازی‌های استانی موسوم به مسابقات قهرمانی کشور محروم شده بود و پاس به این دلیل که فرکی در بازی باشگاهی و بازی برای پاس محروم نشده بود به استفاده کردن از وی اصرار داشت بازی بعدی همان روز و در همان ورزشگاه امجدیه بین استقلال و سرباز برگزار شد. این بازی تا دقیقه ۸۰ با نتیجه ۲–۰ به سود سرباز در جریان بود که در این دقیقه استقلال به گل رسید اما داور به دلیل خطای هند گل را مردود اعلام کرد. در پی این تصمیم هواداران خشمگین استقلال در اعتراض به داور به زمین مسابقه آمدند و بازی ناتمام ماند.

## تعطیلی مسابقات
در پی درگذشت علی دانای‌فر مربی پیشین تیم تاج دو تیم استقلال (نام جدید تاج بعد از انقلاب ۱۳۵۷) و پرسپولیس یک دیدار دوستانه در ورزشگاه امجدیه در میانه برگزاری مسابقات باشگاه‌های تهران و در ۲۵ آبان ۱۳۵۸ برگزار کردند. این دیدار تا دقیقه ۷۵ با یک گل به سود استقلال در جریان بود که به دلیل هجوم هواداران پرسپولیس به زمین که به تصمیم‌های داور معترض بودند متوقف شد و ناتمام ماند. در پی این اتفاق و همچنین حواشی فراوان بازی‌های هفته‌های نخست رئیس پلیس تهران دستور تعطیلی بازی‌ها را صادر کرد و گفت تا زمانی که مهار ورزشگاه برای مأموران انتظامی مقدور نباشد انجام مسابقات کار دشواری‌ست.

## جدول رده‌بندی
در مجموع ۱۴ بازی انجام شد (۶ بازی از هفته اول، ۶ بازی از هفته دوم و دو بازی از هفته سوم). جدول رده بندی مسابقات پس از انجام این بازی ها بدین شکل بود:
| رتبه | باشگاه    | بازی | برد | مساوی | باخت | گل‌زده | گل‌خورده | تفاضل | امتیاز |
| ---- | --------- | ---- | --- | ----- | ---- | ----- | ------- | ----- | ------ |
| ۱    | راه آهن   | ۳    | ۲   | ۱     | ۰    | ۴     | ۰       | ۴+    | ۵      |
| ۲    | سرباز     | ۳    | ۱   | ۱     | ۱    | ۳     | ۱       | ۲+    | ۳      |
| ۳    | هما       | ۲    | ۱   | ۱     | ۰    | ۳     | ۱       | ۲+    | ۳      |
| ۴    | پرسپولیس  | ۲    | ۱   | ۱     | ۰    | ۱     | ۰       | ۱+    | ۳      |
| ۵    | تهرانجوان | ۳    | ۰   | ۳     | ۰    | ۱     | ۱       | ۰     | ۳      |
| ۶    | شاهین     | ۲    | ۰   | ۲     | ۰    | ۱     | ۱       | ۰     | ۲      |
| ۷    | آرارات    | ۲    | ۰   | ۲     | ۰    | ۱     | ۱       | ۰     | ۲      |
| ۸    | اکباتان   | ۲    | ۰   | ۲     | ۰    | ۱     | ۱       | ۰     | ۲      |
| ۹    | پاس       | ۳    | ۰   | ۲     | ۱    | ۱     | ۴       | ۳-    | ۲      |
| ۱۰   | دارایی    | ۲    | ۰   | ۱     | ۱    | ۱     | ۲       | ۱-    | ۱      |
| ۱۱   | بانک ملی  | ۲    | ۰   | ۱     | ۱    | ۱     | ۳       | ۲-    | ۱      |
| ۱۲   | استقلال   | ۲    | ۰   | ۱     | ۱    | ۰     | ۳       | ۳-    | ۱      |